# Elisabetta Vasa

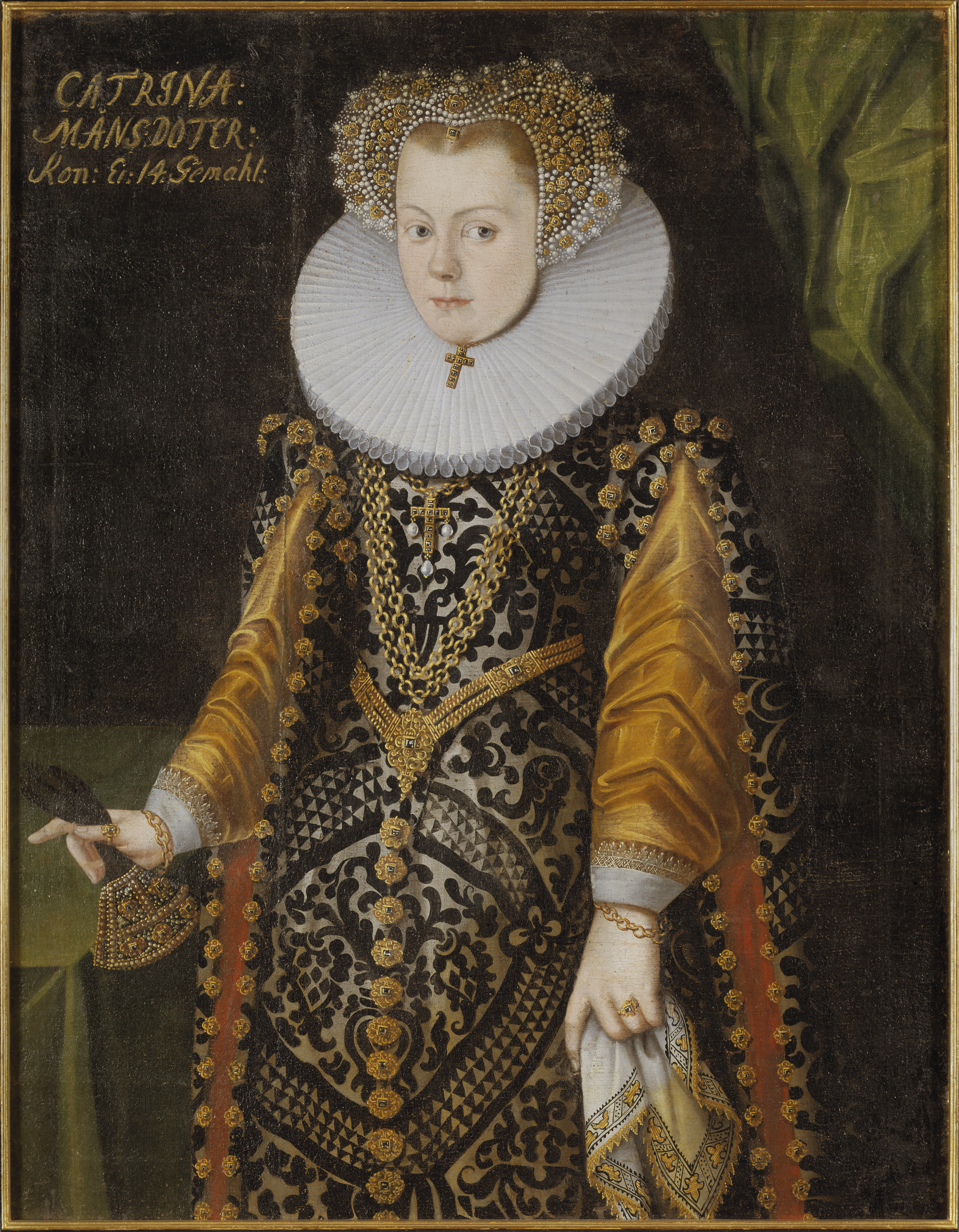
Questo quadro si riteneva ritraesse Karin Månsdotter, tuttavia oggi sembra con molta probabilità raffigurante la principessa Elisabetta Vasa

Elisabetta Vasa (Kungsör, 5 aprile 1549 – Stoccolma, 20 novembre 1597) è stata una principessa svedese e duchessa di Meclemburgo.

## Biografia
Era figlia di Gustavo I di Svezia e della seconda moglie Margherita Leijonhufvud.
Nel 1562 venne promessa in sposa a Cristoforo di Meclemburgo, terzo figlio del duca Alberto VII di Meclemburgo-Güstrow. Poco dopo però il giovane venne catturato in guerra e tenuto in ostaggio per diversi anni, così il fidanzamento si considerò rotto.
Vennero quindi intraprese altre trattative matrimoniali e la scelta cadde su Enrico III di Francia, che all'ultimo mandò a monte i piani in quanto si dichiarò fidanzato a Luisa di Lorena-Vaudémont.
Fino a quando non si sposò, continuò a vivere a corte occupandosi dell'educazione dei suoi fratellastri, ossia dei figli illegittimi di suo padre. Ebbe una corte tutta sua e tra le sue dame di compagnia Eric XIV di Svezia incontrò la futura moglie Karin Månsdotter.
Quando il re venne deposto nel 1568, Elisabetta fu l'ultima persona ad abbandonarlo, lasciando la capitale su una barca assieme alla sua matrigna, la regina Caterina. Quando spesso scoppiavano litigi tra i fratelli, la principessa fungeva da mediatore per ristabilire la pace.
Nel 1577 vennero riprese le trattative matrimoniali tra Elisabetta e Cristoforo, rimasto vedovo nel 1575 di Dorotea di Danimarca. I due si sposarono a Stoccolma il 14 maggio 1581.
Subito dopo il matrimonio andarono a vivere a Schwerin, in Germania.
Dalle lettere che si scambiavano gli sposi, si evince che si trattò di un matrimonio non solo politico ma anche d'amore.
Ebbero soltanto una figlia:
- Margherita Elisabetta (Schönberg, 1584 - Güstrow, 1616), che sposò Giovanni Alberto II di Meclemburgo-Güstrow.

Nel 1592 rimase vedova e tornò a vivere in Svezia.
Morì improvvisamente nel 1597 durante le trattative matrimoniali per trovarle un altro sposo.

## Ascendenza
|                               |                                   |                                  | Genitori                     |  |  | Nonni |  |  | Bisnonni                 |  |  | Trisnonni            |  |
|                               |                                   |                                  |                              |  |  |       |  |  | Johan Kristiernsson Vasa |  |  | Krister Nilsson Vasa |  |
|                               |                                   |                                  |                              |  |  |       |  |  | Johan Kristiernsson Vasa |  |  | Krister Nilsson Vasa |  |
|                               |                                   | Margareta Eriksdotter Krummedige |                              |  |  |       |  |  | Johan Kristiernsson Vasa |  |  |                      |  |
| Erik Johansson Vasa           |                                   |                                  |                              |  |  |       |  |  | Johan Kristiernsson Vasa |  |  |                      |  |
|                               |                                   | Birgitta Gustavsdotter Sture     | Gustav Anundsson Sture       |  |  |       |  |  |                          |  |  |                      |  |
|                               |                                   | Birgitta Gustavsdotter Sture     | Gustav Anundsson Sture       |  |  |       |  |  |                          |  |  |                      |  |
|                               |                                   | Birgitta Gustavsdotter Sture     | Birgitta Stensdotter Bielke  |  |  |       |  |  |                          |  |  |                      |  |
| Gustavo I di Svezia           |                                   | Birgitta Gustavsdotter Sture     |                              |  |  |       |  |  |                          |  |  |                      |  |
|                               |                                   | Måns Karlsson Eka                | Karl Magnusson Eka           |  |  |       |  |  |                          |  |  |                      |  |
|                               |                                   | Måns Karlsson Eka                | Karl Magnusson Eka           |  |  |       |  |  |                          |  |  |                      |  |
|                               |                                   | Måns Karlsson Eka                | Birgitta Arentsdotter Pinnow |  |  |       |  |  |                          |  |  |                      |  |
| Cecilia Månsdotter Eka        |                                   | Måns Karlsson Eka                |                              |  |  |       |  |  |                          |  |  |                      |  |
|                               |                                   | Sigrid Eskilsdotter Banér        | Eskil Isaksson Banér         |  |  |       |  |  |                          |  |  |                      |  |
|                               |                                   | Sigrid Eskilsdotter Banér        | Eskil Isaksson Banér         |  |  |       |  |  |                          |  |  |                      |  |
|                               |                                   | Sigrid Eskilsdotter Banér        | Cecilia Haraldsdotter Gren   |  |  |       |  |  |                          |  |  |                      |  |
| Elisabetta Vasa               |                                   | Sigrid Eskilsdotter Banér        |                              |  |  |       |  |  |                          |  |  |                      |  |
|                               | Abraham Kristiernsson Leijonhuvud | Kristien Leijonhuvud             |                              |  |  |       |  |  |                          |  |  |                      |  |
|                               | Abraham Kristiernsson Leijonhuvud | Kristien Leijonhuvud             |                              |  |  |       |  |  |                          |  |  |                      |  |
|                               | Abraham Kristiernsson Leijonhuvud | …                                |                              |  |  |       |  |  |                          |  |  |                      |  |
| Erik Abrahamsson Leijonhufvud | Abraham Kristiernsson Leijonhuvud |                                  |                              |  |  |       |  |  |                          |  |  |                      |  |
|                               |                                   | Birgitta Månsdotter Natt och Dag | Måns Natt och Dag            |  |  |       |  |  |                          |  |  |                      |  |
|                               |                                   | Birgitta Månsdotter Natt och Dag | Måns Natt och Dag            |  |  |       |  |  |                          |  |  |                      |  |
|                               |                                   | Birgitta Månsdotter Natt och Dag | …                            |  |  |       |  |  |                          |  |  |                      |  |
| Margherita Leijonhufvud       |                                   | Birgitta Månsdotter Natt och Dag |                              |  |  |       |  |  |                          |  |  |                      |  |
|                               |                                   | Erik Karlsson Vasa               | Karl Vasa                    |  |  |       |  |  |                          |  |  |                      |  |
|                               |                                   | Erik Karlsson Vasa               | Karl Vasa                    |  |  |       |  |  |                          |  |  |                      |  |
|                               |                                   | Erik Karlsson Vasa               | …                            |  |  |       |  |  |                          |  |  |                      |  |
| Ebba Eriksdotter Vasa         |                                   | Erik Karlsson Vasa               |                              |  |  |       |  |  |                          |  |  |                      |  |
|                               |                                   | Anna Karlsdotter Vinstorpa       | Karl Vinstorpa               |  |  |       |  |  |                          |  |  |                      |  |
|                               |                                   | Anna Karlsdotter Vinstorpa       | Karl Vinstorpa               |  |  |       |  |  |                          |  |  |                      |  |
|                               |                                   | Anna Karlsdotter Vinstorpa       | …                            |  |  |       |  |  |                          |  |  |                      |  |
|                               |                                   | Anna Karlsdotter Vinstorpa       |                              |  |  |       |  |  |                          |  |  |                      |  |